# Irenei (Steenberg)
Irenei (rodným jménem: Matthew Craig Steenberg; * 7. prosince 1978, Okinawa) je kněz Ruské pravoslavné církve v zahraničí a biskup londýnský a západoevropský.

## Život
Narodil se 7. prosince 1978 v americké vojenské námořnické základně na japonské Okinawě.
Velkou část dětství prožil v USA, a to ve městě Moscow ve státě Idaho. Poté dále žil v Německu, Francii a ve Velké Británii. Studoval v belgickém Bruselu.
Roku 2001 dokončil studium na St. Olaf College v Northfield v Minnesotě, kde získal bakalářský titul. Byl jedním ze 40 amerických studentů kteří byli oceněni prestižním Marshallovým stipendiem, které jim zaručovalo dvouleté studium na kterékoliv britské univerzitě, proto odešel studovat na Univerzitu v Oxfordu, kde získal doktorát z patristiky a církevních dějin. Po dokončení studia byl jmenován vědeckým pracovníkem a na teologické fakultě přednášel patristiku, církevní dějiny a dogmatickou teologii V letech 2007-2010 byl vedoucím katedry teologie a religionistiky na Leeds Trinity University.
Roku 2004 se stal čtecem a rektorem v Oxfordu. Roku 2006 byl jedním ze zakladatelů nové pravoslavné farnosti sv. Mikuláše Divotvorce v Oxfordu pod jurisdikcí Moskevského patriarchátu.
Dne 28. srpna 2007 byl biskupem bogorodským Elisejem (Ganabou) vysvěcen na diakona. Jako diakon působil ve farnosti sv. Mikuláše v Oxfordě. Vyučoval na církevní škole, pomáhal organizovat výroční letní tábor pravoslavné mládeže ve Velké Británii a podílel se také na přípravě dokumentů o sociální ochraně dětí na eparchiální úrovni.
Roku 2010 se na pozvání arcibiskupa sanfranciského a západoamerického Kirilla (Dmitrijeva) přestěhoval do San Francisca.
V lednu 2010 byl přijat do duchovenstva eparchie San Francisco a Západní Amerika a začal sloužit v chrámu svatého Tichona Zadonského a stal se ředitelem pravoslavného lycea sv. Jana v San Franciscu.
Dne 8. března 2010 byl arcibiskupem Kirillem postřižen na monacha se jménem Irenei k poctě svatého Ireneje z Lyonu. Dne 14. března byl stejným arcibiskupem vysvěcen na hieromonacha.
Dne 26. srpna 2011 byl v chrámu sv. Tichona povýšen na archimandritu.
Stal se zakladatalem a děkanem Ústavu teologických věd sv. Cyrila a Atanásia z Alexandrie v San Franciscu, který byl otevřen v lednu roku 2012.
V lednu 2012 se stal děkanem monastýrů Ruské pravoslavné církve v zahraničí a stal se členem sekretariátu Biskupského shromáždění USA.
Dne 24. června 2014 se stal členem Akademické komise Archijerejského synodu RPCZ.
Od roku 2014 pomáhal vytvořit nový mužský monastýr svatého Siluana Athoského v Sonoře v Kalifornii a roku 2015 se stal jeho igumenem.
Rozhodnutím Svatého synody Ruské pravoslavné církve ze dne 16. dubna 2016 byl zařazen do synodální biblické a teologické komise.
Dne 1. července 2016 byl Archijerejském synodem RPCZ vybrán za vikáře eparchie San Francisco a Západní Amerika s titulem biskup sacramentský. Tuto volbu potvrdil Svatý synod RPC 15. července 2016. Oficiální jmenování proběhlo 5. listopadu 2016 a biskupská chirotonie proběhla o den později. Obřad vysvěcení provedli: arcibiskup Kirill (Dmitrijev), biskup Peter (Lukjanov), biskup Feodosij (Ivaščenko), biskup Ioann (Roščin).
Dne 9. června 2017 byl Archijerejským synodem jmenován administrátorem eparchie Velká Británie a Irsko.
Dne 20. září 2018 byl Archijerejským synodem RPCZ jmenován biskupem richmondským a západoevropským se sídlem v Londýně..
Dne 27. června 2019 získal titul biskup londýnský a západoveropský.